# Brunegghorn
Il Brunegghorn (3.833 m s.l.m.) è una montagna delle Alpi del Weisshorn e del Cervino nelle Alpi Pennine. Si trova nello svizzero Canton Vallese tra la Mattertal e la Turtmanntal.

## Caratteristiche

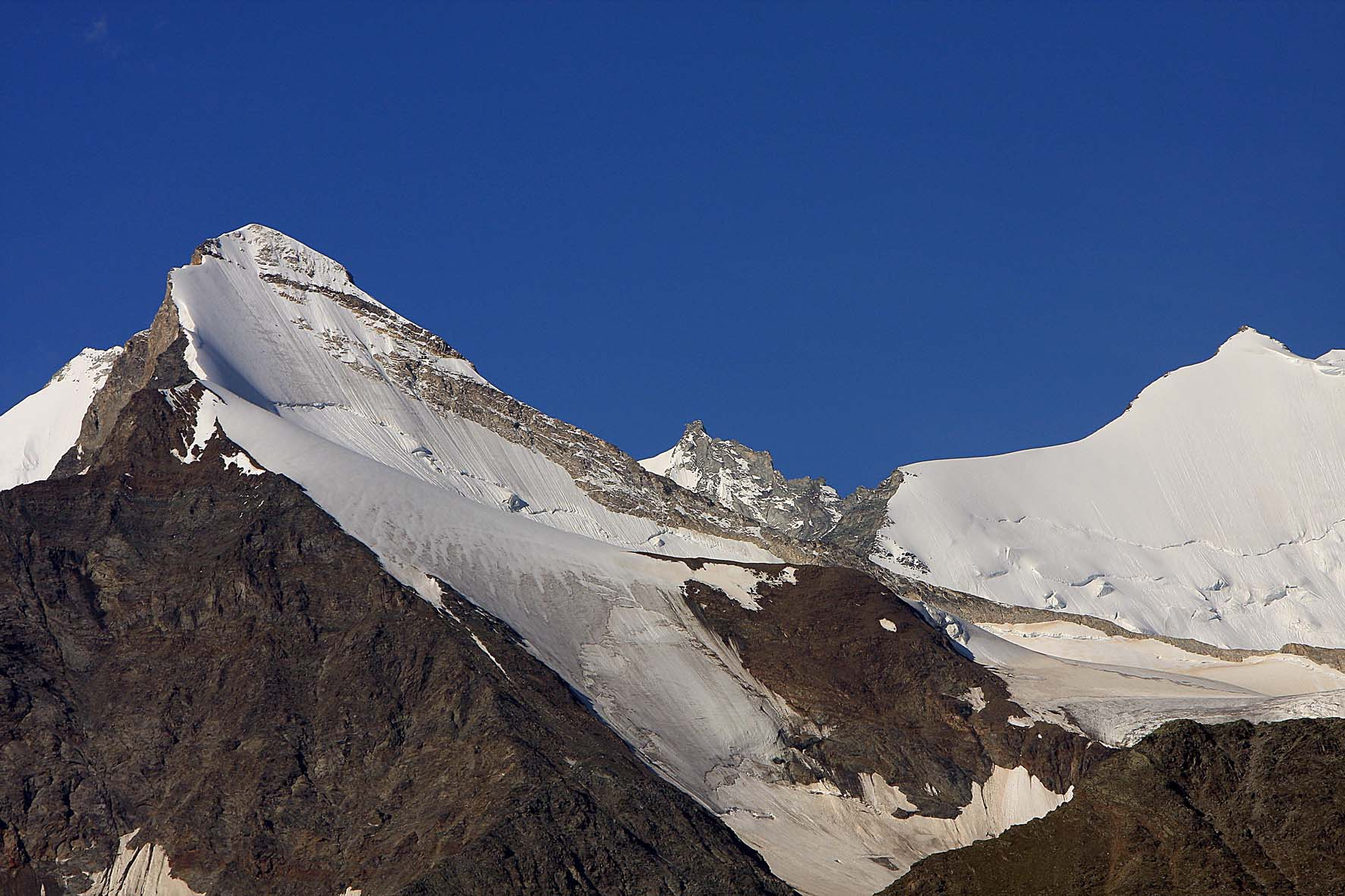
Il Brunegghorn (a sinistra) ed il Bishorn (estrema destra) visti da nord-est.

La montagna è collocata a nord del Weisshorn e del Bishorn. Nel versante verso la Turtmanntal dal monte scende il Ghiacciaio di Brunegg.

## Salita alla vetta
La via normale di salita alla vetta parte dalla Turtmannhütte (2.519 m) e consiste nel risalire il Ghiacciaio di Brunegg.